# Cotmeana
Cotmeana è un comune della Romania di 2 076 abitanti, ubicato nel distretto di Argeș, nella regione storica della Muntenia.
Il comune è formato dall'unione di 14 villaggi: Bascovele, Bunești, Costești, Cotmeana, Dealu Pădurii, Drăgolești, Lintești, Negrești, Pielești, Săndulești, Spiridoni, Ursoaia, Vârloveni, Zamfirești.

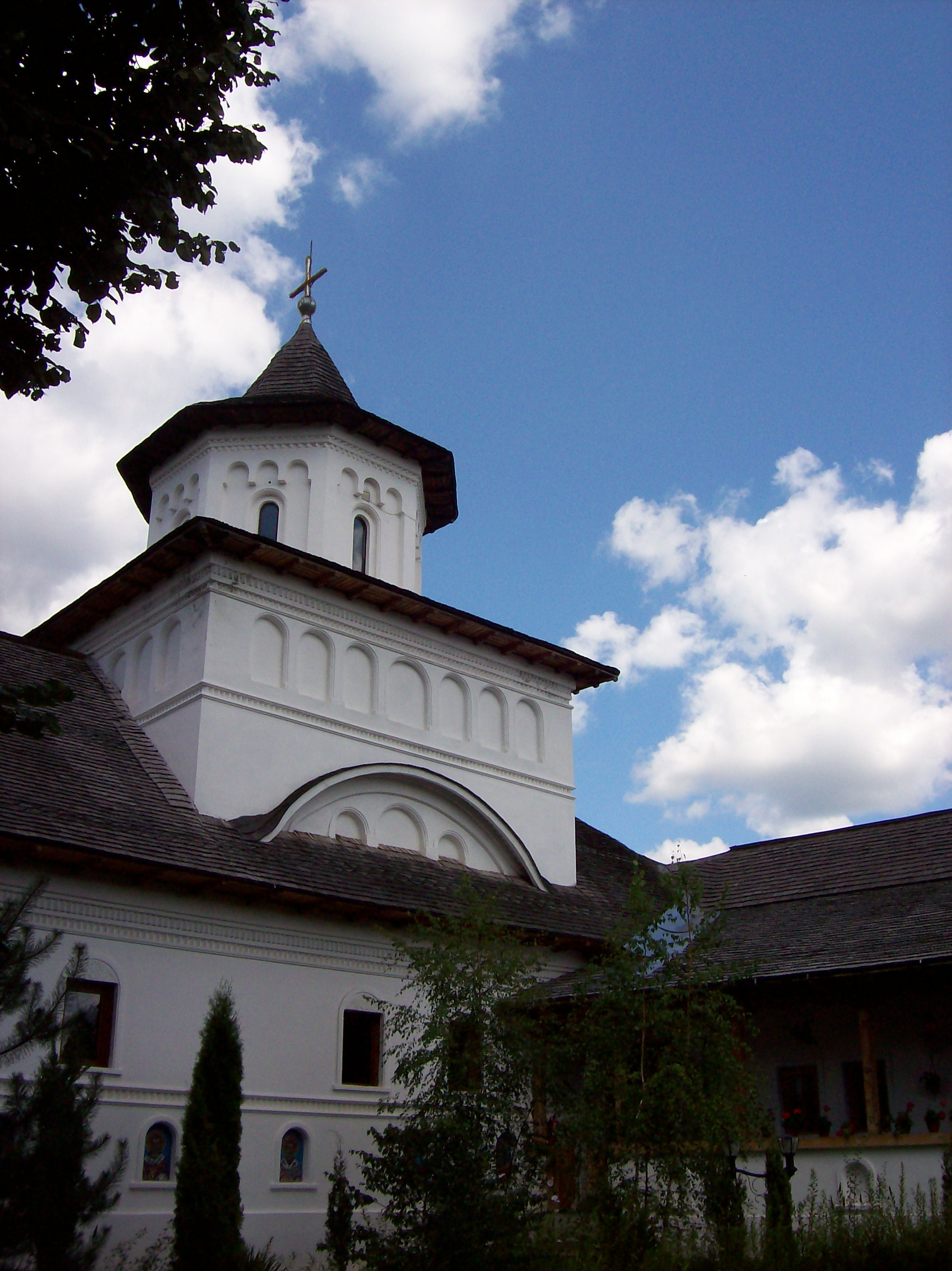